# Pépé Koulémou
Pépé Koulémou est un député et homme politique guinéen.

## Biographie

### Enfance, éducation et débuts
Pépé Koulémou nait en Guinée forestière. Il fait ses études primaire et secondaire à N'Zérékoré. Après son admission au baccalauréat, il s'inscrit à l’université Julius-Nyerere de Kankan où il en sort diplômé d'une licence en sciences économiques. En 2008, il obtient une bourse d’études en sciences économiques pour la république de Russie. Il y est titulaire d’un master en études, suivi et évaluation de projets à l'institut supérieur d’ingénierie de Dakar. Il est cofondateur du cabinet Global Consulting et fondateur et propriétaire de la société Global Transport.

### Carrière politique
Il est membre du parti Alliance pour le renouveau national (ARN)[réf. nécessaire]. 
Du 22 avril 2020 jusqu'au 5 septembre 2021, il est député à l'Assemblée nationale pour le compte de l'ARN. Il est élu à l'occasion des élections législatives du 22 mars 2020,,. Il est membre de la commission fonction publique, emploi et affaires sociales et religieuses pendant la durée de son mandat,.